# Embrace extend and extinguish
"Embrace, extend and extinguish" (da. omfavn, udvid og udslet)  eller "Embrace, extend and exterminate" (omfavn, udvid og udryd) var en sætning som det amerikanske justitsministerium fandt ud af at Microsoft brugte internt som en strategi til at komme ind i produktkategorier med udbredte standarder, udvide disse standarder med proprietære funktioner, for derefter at udnytte forskellene til at udelukke de andre firmaer.

## Oprindelse
Strategien og udtrykket "Embrace and extend" blev først kendt uden for Microsoft i 1996 i en artikel i The New York Times med overskriften "Microsoft forsøger at dominere internettet", hvor forfatteren John Markoff udtalte: "Snarere end blot omfavne og udvide internettet, frygter virksomhedens kritikere nu, at Microsoft har til hensigt at opsluge det." Udtrykket "Embrace and extend" bruges også i en sang af en af Microsofts egne medarbejdere, Dean Ballard, og i et interview med Steve Ballmer i The New York Times.
Den mere udbredte variant "Embrace, extend and extinguish" blev hørt første gang i en antitrust-retssag mellem de amerikanske myndigheder og Microsoft. Vicedirektør for Intel, Steven McGeady, bevidnede, at Microsofts vicedirektør Paul Maritz havde brugt udtrykket i 1995 i et møde om Microsofts strategi mht. Netscape, Java, og internettet  .
Udtrykket ("extinguish") blev brugt til at forklare den afsluttende fase af Microsofts strategi som er at drive kunderne væk fra de mindre konkurrenter.

## Strategien
Strategiens tre faser er: 
1. Embrace: Udvikling af software kompatibelt med et konkurrerende produkt eller offentlig standard.
2. Extend: Man tilfører funktioner, som ikke understøttes af det konkurrerende produkt eller ikke er en del af standarden, sådan at man skaber problemer for kunder, der forsøger at bruge den oprindelige, 'simple' standard.
3. Extinguish: Når udvidelserne bliver en de facto-standard på grund af deres dominerende markedsandel, kan konkurrenterne marginaliseres, fordi de ikke understøtter de nye udvidelser.

Det amerikanske justitsministerium, kritikere af Microsoft, samt computerindustriens egne journalister hævder   at målet med strategien er at monopolisere en produktkategori. Microsoft hævder, at strategien ikke er anti-kompetitiv, at de bare lave det, de mener, at kunderne har brug for.

## Eksempler
- Browser-uoverensstemmelser:
  - Sagsøgerne i antitrust-sagen hævdede, at Microsoft havde tilføjet støtte for ActiveX-objektet i webbrowseren Internet Explorer for at bryde kompatibilitet med Netscape Navigator, som anvendte komponenter baseret på Java og Netscapes eget pluginsystem.
  - På CSS og andre webstandarder: Et årti efter den oprindelige Netscape-relaterede antitrust-sag, indgik browserfirmaet Opera Software en antitrust-stævning mod Microsoft og udtalte, at de "opfordrer Microsoft til at overholde sine egne offentlige udtalelser om at støtte disse standarder, i stedet for at kvæle dem med sin berygtede 'Embrace, Extend and Extinguish'-strategi." [16]
  - På Microsoft Office-dokumenter: Bill Gates erklærede i et notat til Office-produktgruppen i 1998: "Der er én ting vi er nødt til at ændre i vores strategi – at give mulighed for at Office-dokumenter kan vises godt i andre browsere er en af de mest ødelæggende ting vi kunne gøre mod virksomheden. Vi er nødt til at stoppe enhver indsats i den retning, og sørge for, at Office-dokumenter vises særligt godt ved hjælp af PROPRIETÆRE IE-funktioner. Alt andet er selvmord for vores platform. Dette er et tilfælde, hvor Office-pakken skal undgå at gøre noget, der ødelægger Windows. "[fremhævelse som i originalen] [17]

- Nedbryde Javas [platformsuafhængighed]: Sagsøgerne i monopolsagen beskyldte Microsoft for at bruge en "embrace and extend"-strategi mod Java, der netop blev designet udtrykkeligt med det formål, at man skulle kunne udvikle programmer, der kan køre på alle styresystemer, det være sig Windows, Mac OS eller Linux. De hævdede at Microsoft, ved at udelade Java Native Interface fra implementeringen og i stedet lave J/Direct, bevidst bandt Windows-Java-programmer til sin platform sådan, at de blev ubrugelige på Linux og Mac-systemer. Ifølge et internt notat søgte Microsoft at nedtone Javas platformsuafhængighed og gøre det til "den nyeste og bedste måde at skrive Windows-programmer på." [18]. I januar 2001 blev Microsoft fundet skyldig og måtte betale Sun Microsystems 20 millioner USD for deres kontraktbrud. [19]

- Flere søgsmål vedr. Java: I 2002 sagsøgte Sun igen Microsoft over Java. Man indgik forlig udenfor retten og Microsoft betalte 2 milliarder dollar[20] til Sun (og over 7 milliarder til andre virksomheder [21]) for lovbruddene.

- Netværk: I 2000 indførte Microsoft en udvidelse af netværksprotokollen Kerberos (en Internet-standard) i Windows 2000, hvilket effektivt udelukkede alle produkter – udover Microsofts egne – adgang til en Windows 2000-server via Kerberos [22]. Udvidelsen blev distribueret som en .exe-fil som, før den kunne åbnes, krævede at brugeren skulle acceptere en non-disclosure agreement (NDA) som forbød tredjepart (især open source) at implementere udvidelsen (i "Extinguish"-fasen er det jo vigtigt at forhindre andre i at understøtte de nye udvidelser). For at omgå NDA'en og lade udviklere implementere de nye funktioner, uden at acceptere licensvilkårene, lagde brugerne dokumentet (bortset fra NDA'en) på Slashdot, sådan at tredjepartsudviklere kunne se dokumentationen uden at have accepteret NDA'en. Microsoft reagerede ved at bede Slashdot om at fjerne indholdet. [23] Microsofts 'udvidelse' til Kerberos er senere blevet beskrevet i RFC 3244 og RFC 4757.

- Instant Messaging: I 2001 beskrev News.com et andet eksempel vedrørende Microsofts instant messaging-program. [24]: "Embrace" AOL's IM-protokol, som var meget udbredt i 1990'erne og begyndelsen af 2000'erne. "Extend"-standarden med proprietære Microsoft-tilføjelser, som tilføjer nye funktioner, som brød kompatibilitet med AOL's software. Opnå dominans, da Microsoft sad på 95% af styresystemerne og deres MS Messenger blev delt ud gratis. Og til sidst, "extinguish" og udeluk AOL's IM-software, da AOL var ude af stand til at bruge den ændrede – og MS-patenterede – protokol.

- Adobes frygt: Adobe Systems nægtede at lade Microsoft indbygge PDF-understøttelse i Microsoft Office med henvisning til frygt for netop "embrace, extend and extinguish" [25]. Nuværende versioner af Microsoft Office har indbygget understøttelse af PDF, samt flere andre ISO-standarder. [26]

- Vidnesbyrd fra medarbejdere: I 2007 gav en af Microsofts ansatte, Ronald Alepin, under ed vidneforklaring over for sagsøgerne i Comes vs. Microsoft, hvor han citerede interne e-mails i Microsoft til at begrunde påstanden om, at selskabet bevidst anvendte denne praksis. [27]

## Andre selskaber end Microsoft
Udover Microsoft var der også andre virksomheder, der i browserkrigene introducerede proprietære, ikke-standardkompatible udvidelser. For eksempel implementerede Netscape i 1995 bl.a. et "font"-tag uden at få dem revideret af standardiseringsorganisationerne. Med fremkomsten af Internet Explorer blev de to selskaber låst sammen i et dødt løb om at udkonkurrere hinanden med ikke-kompatible funktioner.
For at forhindre en gentagelse af browserkrigene, og den deraf følgende morads af modstridende standarder dannede Apple Inc. (producent af Safari), Mozilla Foundation (producent af Firefox), og Opera Software (producent af Opera-browseren) i 2004 gruppen Web Hypertext Application Technology Working Group for at skabe åbne standarder til at supplere standarderne fra World Wide Web Consortium.  Microsoft har indtil nu nægtet at tilslutte sig, med henvisning til gruppens manglende patentpolitik som årsag. 

## Fodnoter og referencer
1. ↑  "Deadly embrace". The Economist. 2000-03-30. Arkiveret fra originalen 1. marts 2010. Hentet 2006-03-31.
2. ↑  "Microsoft limits XML in Office 2003". Arkiveret fra originalen 22. september 2005. Hentet 2006-03-31.
3. ↑  "US Department of Justice Proposed Findings of Fact—Revised" (PDF). Arkiveret (PDF) fra originalen 23. marts 2012. Hentet 12. oktober 2010.
4. ↑  "US Department of Justice Proposed Findings of Fact". Arkiveret fra originalen 23. marts 2012. Hentet 12. oktober 2010.
5. ↑  John Markoff (1996-07-16). "Microsoft Trying to Dominate the Internet". New York Times.
6. ↑  Rebello, Kathy (1996-07-15). "Inside Microsoft (Part 1)". Business Week. Arkiveret fra originalen 3. januar 2011. Hentet 2006-03-31.
7. ↑   Steve Lohr, "Preaching from the Ballmer Pulpit." The New York Times søndag d. 28. januar 2007. s. 3-1, 3-8, 3-9.
8. ↑  "Steven McGeady court testimony". Arkiveret fra originalen 14. maj 2011. Hentet 2006-03-31. (DOC-format)
9. ↑  "United States v. Microsoft: Trial Summaries (page 2)". Arkiveret fra originalen 4. maj 2011. Hentet 2006-03-31.
10. ↑  "IN MICROSOFT WE TRUST". Arkiveret fra originalen 19. april 2005. Hentet 2006-03-31.
11. ↑  "Embrace, Extend, Extinguish (IT Vendor Strategies)". Arkiveret fra originalen 28. april 2006. Hentet 2007-10-14.
12. ↑  "Deadly embrace". Arkiveret fra originalen 1. marts 2010. Hentet 2006-03-31.
13. ↑  "Microsoft messaging tactics recall browser wars". Arkiveret fra originalen 27. maj 2012. Hentet 2006-03-31.
14. ↑  "Embrace, Extend, Extinguish: Three Strikes And You're Out". Hentet 2006-03-31.
15. ↑  "U.S. v. Microsoft: We're Defending Our Right to Innovate". Arkiveret fra originalen 17. november 2007. Hentet 2006-03-31.
16. ↑  "Opera files antitrust complaint with the EU". Arkiveret fra originalen 6. september 2008. Hentet 12. oktober 2010.
17. ↑  "et notat til Office-produkt-gruppen" (PDF). Arkiveret (PDF) fra originalen 30. september 2011. Hentet 12. oktober 2010.
18. ↑  Matt Richtel (1998-10-22). "Memos Released in Sun-Microsoft Suit". The New York Times. Arkiveret fra originalen 4. maj 2008. Hentet 2008-02-22. The court documents state that in April 1997, Ben Slivka, the Microsoft manager responsible for executing the Java strategy, sent an E-mail to Microsoft's chairman, William H. Gates, noting "When I met with you last, you had a lot of pretty pointed questions about Java, so I want to make sure I understand your issues and concerns." Mr. Slivka goes on to ask if Mr. Gates's concerns included "How do we wrest control of Java away from Sun?" and "How we turn Java into just the latest, best way to write Windows applications?
19. ↑  "Sun, Microsoft settle Java suit". Arkiveret fra originalen 27. maj 2012. Hentet 2001-01-23.
20. ↑  "Microsoft's lawsuit payouts amount to around $9 billion". Arkiveret fra originalen 7. marts 2010. Hentet 2010-03-04.
21. ↑  "Microsoft and Sun Microsystems Enter Broad Cooperation Agreement; Settle Outstanding Litigation". Arkiveret fra originalen 25. februar 2010. Hentet 2010-03-04.
22. ↑  "Microsoft's Kerberos shuck and jive". 2000-05-11. Arkiveret fra originalen 22. februar 2014. Hentet 12. oktober 2010.
23. ↑  "Microsoft Asks Slashdot To Remove Readers' Posts".
24. ↑  Jim Hu (2001-06-07). "Microsoft messaging tactics recall browser wars". CNet News.com. Arkiveret fra originalen 27. maj 2012. Hentet 12. oktober 2010.
25. ↑  "CIO: Adobe Speaks Out on Microsoft PDF Battle". Arkiveret fra originalen 10. januar 2010. Hentet 12. oktober 2010.
26. ↑  "Office Service Pack 2 A Significant Stability, Performance and Interoperability Upgrade: Q&A: Group Program Manager Jane Liles talks about the enhancements now available throu..." Arkiveret fra originalen 17. maj 2009. Hentet 12. oktober 2010.
27. ↑  ekspertudsagn af Ronald Alepin i Comes v. Microsoft – Embrace, Extend, Extinguish Arkiveret 14. oktober 2010 hos  Wayback Machine, Groklaw 8. januar 2007.
28. ↑  "What is the WHATWG and why did it form?". Arkiveret fra originalen 21. august 2007. Hentet 2007-08-25.
29. ↑  "MSConversations". Arkiveret fra originalen 16. februar 2008. Hentet 2009-07-28.